# Mont de Vorès
Tête des Trois Coins
Le mont de Vorès ou tête des Trois Coins est une montagne de France située dans le massif du Beaufortain, entre la Savoie et la Haute-Savoie.
Culminant à 2 067 mètres d'altitude, elle se situe sur la crête reliant le mont Joly au nord-est au signal de Bisanne au sud-ouest. Du sommet partent trois crêtes secondaires : une première vers le nord menant au Sangle au-dessus de Praz-sur-Arly, une deuxième vers le nord-ouest menant au Ban Rouge, au crêt du Midi, au roc des Évettes et au mont Reguet au-dessus de Praz-sur-Arly, de Flumet et de Notre-Dame-de-Bellecombe et une troisième menant au mont Rond au-dessus de Notre-Dame-de-Bellecombe. Juste à l'est se trouve le col de Véry et le refuge de la Croix de Pierre et un peu plus loin au sud le mont Clocher.

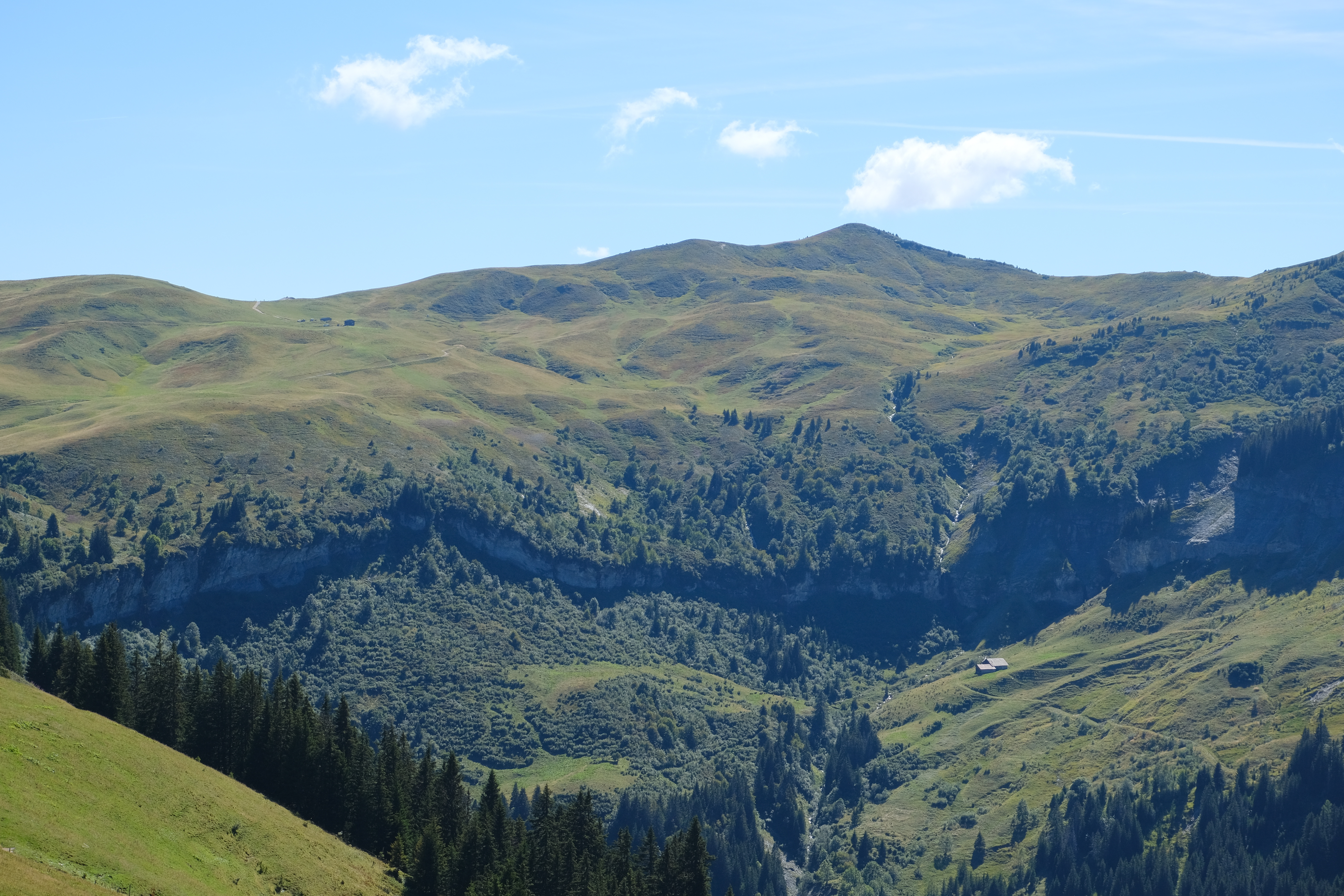
Vue du mont de Vorès depuis Rochebrune au nord.

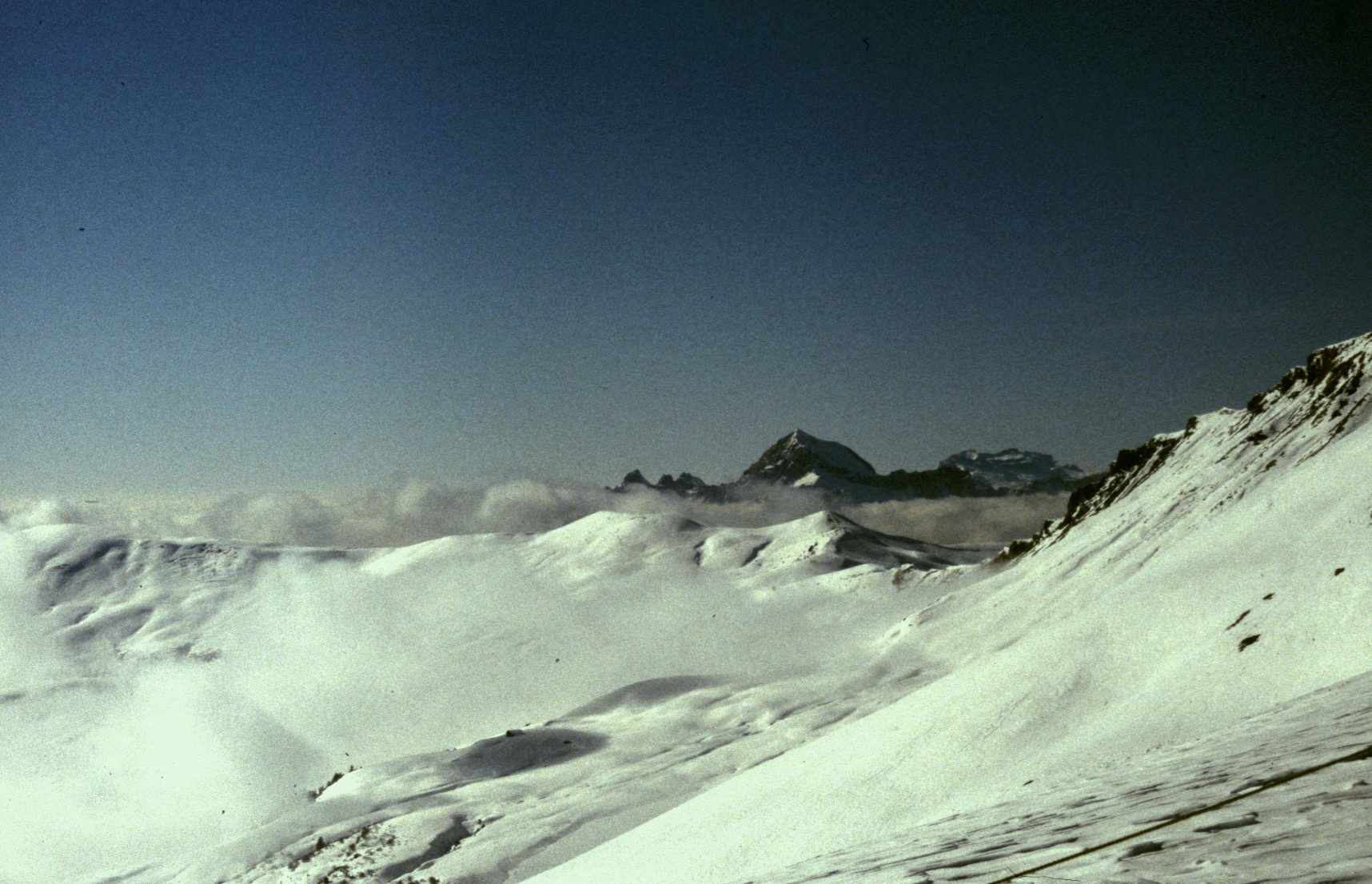
Vue hivernale du mont de Vorès depuis le col du Joly à l'est avec au loin le mont Charvin.